# إيمان عيسى جاسم
إيمان عيسى جاسم (ولدت في 9 يوليو 1997) هي عداءة بحرينية. تنافست في سباق 100 متر للسيدات في دورة الألعاب الأولمبية الصيفية 2016 في ريو دي جانيرو بالبرازيل.

## روابط خارجية
- إيمان عيسى جاسم على موقع الاتحاد الدولي لألعاب القوى (الإنجليزية)
- إيمان عيسى جاسم على موقع اللجنة الأولمبية الدولية (الإنجليزية)
- إيمان عيسى جاسم على موقع أوليمبيديا (الإنجليزية)